# Тур Сенегала
Тур Сенегала (фр. Tour du Sénégal),  —  ежегодная шоссейная многодневная  мужская велогонка, проходящая на территории Сенегала. 

## История
Впервые был проведён в 1970 году среди любителей. С 2001 года стал проводиться на регулярной основе среди профессионалов (за исключением 2003 года) в начале осени. В 2005 году включён в календарь UCI Africa Tour под категорией 2.2 в рамках которого проходил до 2009 года. С 2011 по 2014 года тур не проводился.
В 2015 году проведения тура было возрождено, а время проведения перенесено на апрель. Со следующего года он снова включён в UCI Africa Tour под категорией 2.2.
Дистанция гонки состоявшая в 2001 году из пролога и 12 этапов постепенно сокращалась и в 2010 году включала пролог и 7 этапов. Финиширует гонка всегда в столице страны — Дакаре. 

## Призёры
| Год                      | Победитель          | Второй               | Третий              |
| ------------------------ | ------------------- | -------------------- | ------------------- |
| 1970                     | Хаким Хамза         | Чибане Белкацем      | Х. Абдуллах         |
| 1971–2000 не проводилась |                     |                      |                     |
| 2001                     | Кристоф Лебарбье    | Абдулай Тиам         | Жак Кастан          |
| 2002                     | Андрис Наудузас     | Леонардо Скарселли   | Тьерри Давид        |
| 2003                     | Леонардо Скарселли  | Абдельлатиф Саадоуне | Шериф Мерабет       |
| 2004                     | Мариано Джаллоренцо | Филипп Шнайдер       | Стефан Ботерель     |
| 2005                     | Александр Лекок     | Давид Юнгельс        | Паскаль Буба        |
| 2006                     | Лукаш Подольский    | Эрванн Лольероу      | Фредерик Джеминиани |
| 2007                     | Адиль Джеллоуль     | Абдельлатиф Саадоуне | Энтони Риго         |
| 2008                     | Юри Каллеу          | Фейсал Альшараа      | Иван Вигласки       |
| 2009                     | Стефан Роже         | Ахмед Хазиф          | Амр Ахмед           |
| 2010                     | Массамба Диуф       | Стефан Роже          |                     |
| 2011–2014 не проводилась |                     |                      |                     |
| 2015                     | Зухаир Рахиль       | Патрик Кос           | Стив Хауанард       |
| 2016                     | Абделла Бен Юсеф    | Абдеррахман Хамза    | Абдеррахман Мансури |
| 2017                     | Ислам Мансури       | Медерик Клайн        | Лукас Карстенсен    |
| 2018                     | Дэн Крейвен         | Абдеррахман Хамза    | Рик Нобель          |
| 2019                     | Дидье Муньянеза     | Херман Келлер        | Марек Канецки       |